# Ghazi Ghrizi

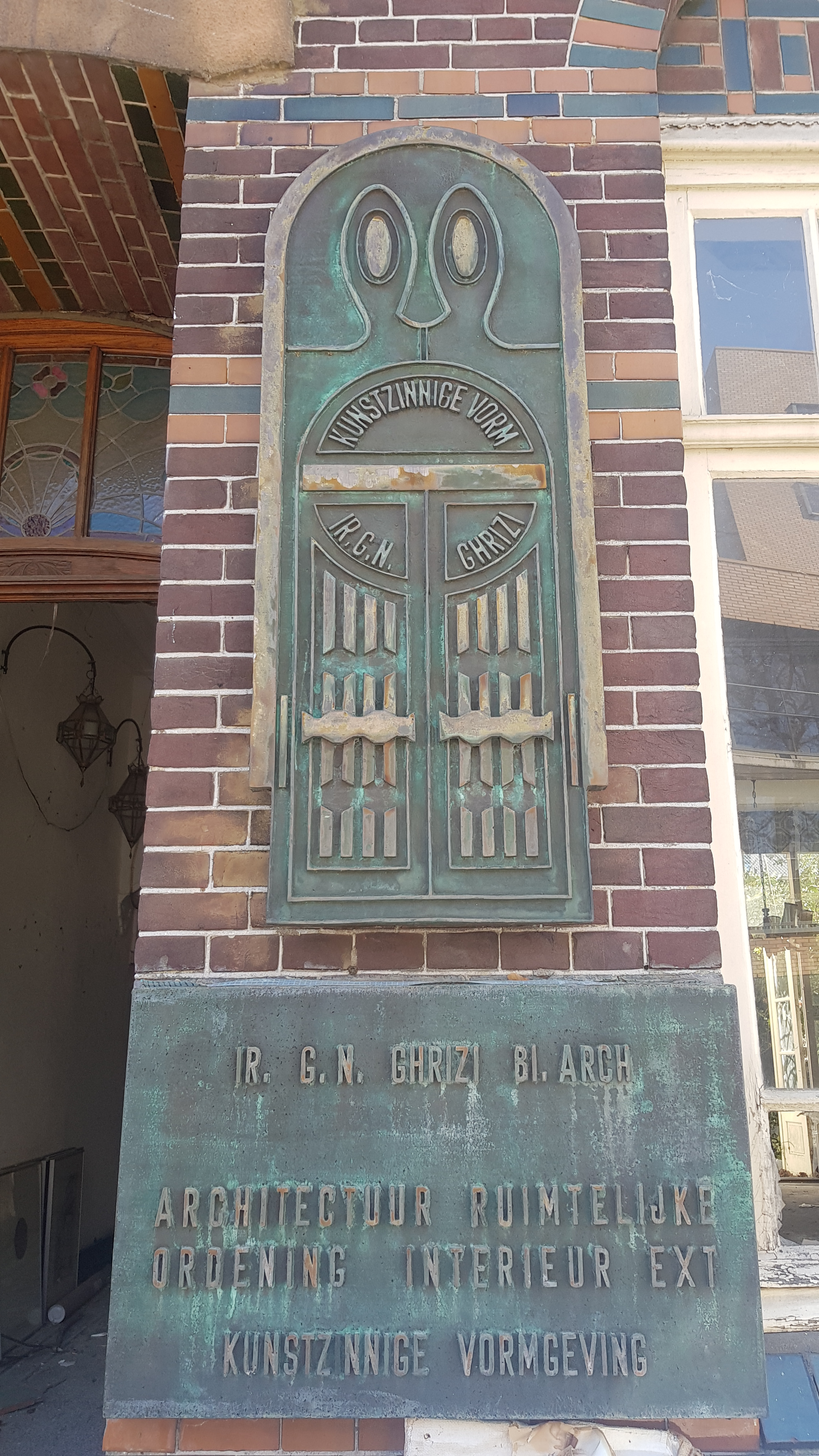
Plaquaat op de voorgevel van het woonhuis aan de Valkenburgerweg

Ghazi Ghrizi (Lagos, 7 juni 1938 - Heerlen, juni 2024) was een Nederlands-Libanees architect die voornamelijk in Heerlen actief was.
Ghrizi studeerde bouwkunde aan de Technische Hochschule in het Duitse Aken. Nadat hij tijdens zijn studie een Nederlandse vrouw leerde kennen vestigde hij zich in Heerlen. In 1975 liet hij zich naturaliseren tot Nederlander en in 1976 opende hij zijn eigen architectenbureau aan de Valkenburgerweg.
Zijn bekendste werk is wellicht dat van het filiaal van fastfood-restaurant McDonald's aan de Bongerd in Heerlen (1979). Verder ontwierp hij sociale woningbouw in de Heerlense wijken Welten en Eikenderveld.
Ghrizi werd circa vijf weken na overlijden in zijn woning gevonden. Hij leidde toen al jaren een teruggetrokken leven.